# 外務省機密費流用事件
外務省機密費流用事件（がいむしょうきみつひりゅうようじけん）とは2001年に発覚した事件。

## 概要
松尾克俊は1993年10月10日から1999年8月16日まで外務省の要人外国訪問支援室長に在任し、46回の首相外遊を担当。9億8800万円にのぼる官房機密費を受領していた。このうち約7億円が詐取。そこから競走馬（大井所属）14頭、サンデーサイレンスの種付け権、ゴルフ会員権、高級マンション、女性への現金に浪費していた。
2001年に機密費流用問題が発覚し、松尾は懲戒免職された。また加藤利男内閣府大臣官房会計課長名により、警視庁刑事部捜査二課に被害届が出され、詐欺罪で松尾が逮捕された。立件されたのは5億円以上にものぼった。
小泉純一郎首相の意向で、横領時の事務次官である斎藤邦彦国際協力事業団総裁、林貞行駐英大使、柳井俊二駐米大使、川島裕事務次官の4人及び、飯村豊官房長が更迭された。また外務省の再発防止策の一環として、要人外国訪問支援室の廃止がなされた。
事件後、事務次官経験者が駐アメリカ合衆国特命全権大使に就任するという従来の慣行が踏襲されない状態が11年間続いていたが、2012年に佐々江賢一郎事務次官が駐米大使に就任した。
2002年3月に、東京地方裁判所は松尾に懲役7年6カ月の判決を下し、東京地裁の決定が確定判決となった。
刑事裁判の確定後、松尾は自宅マンションを売却するなどして所有財産のほとんど全てにあたる計約2億7000万円を国に返還した。

## 処分
外務省では以下の処分は行われた。
- 木寺昌人 - 大臣官房会計課長として、調査にあたっていたが、過労のため入院し退任した。
- 竹内春久 - 大臣官房総務課長として、調査にあたっていたが、過労のため入院し退任した。懲戒減給処分。
- 飯村豊 - 退任した阿部前大臣官房長の後任の大臣官房長であり、監査・調査にあたった。更迭。
- 鈴木敏郎 - 退任した木寺前大臣官房会計課長の後任の大臣官房会計課長であり、監査・調査にあたった。
- 谷崎泰明- 退任した竹内前大臣官房総務課長の後任の大臣官房総務課長であり、監査・調査にあたった。
- 河野洋平外務大臣 - 厳重注意処分、給与自主返納。
- 衛藤征士郎外務副大臣 - 厳重注意処分。
- 荒木清寛外務副大臣 - 厳重注意処分。
- 川島裕事務次官 - 懲戒減給処分、更迭。
- 斎藤邦彦JICA総裁 - 給与自主返納、更迭（事件時の事務次官として）。
- 林貞行駐英大使 - 厳重訓戒処分、給与自主返納、更迭（事件時の事務次官として）。
- 柳井俊二駐米大使 - 厳重訓戒処分、給与自主返納、更迭（事件時の事務次官として）。
- 池田維駐蘭大使 - 厳重訓戒処分、給与自主返納（事件時の官房長として）。
- 原口幸市ジュネーブ代表部大使 - 厳重訓戒処分、給与自主返納（事件時の官房長として）。
- 浦部和好内閣官房副長官補 - 厳重訓戒処分、給与自主返納（事件時の官房長として）。
- 西村六善OECD大使 - 厳重訓戒処分、給与自主返納（事件時の総務課長として）。
- 薮中三十二シカゴ総領事 - 懲戒減給処分（事件時の総務課長として）。
- 堂道秀明インドネシア公使 - 懲戒減給処分（事件時の総務課長として）。
- 塩尻孝二郎経済局審議官 - 懲戒減給処分（事件時の総務課長として）。[5]

## 関連書
- 清武英利『石つぶて 警視庁 二課刑事の残したもの』講談社 (2017/7/26) - 2017年に「石つぶて～外務省機密費を暴いた捜査二課の男たち～」（WOWOW）としてドラマ化された[6]。